# C4H6N4O2
化学式C4H6N4O2（摩尔质量：142.12 g/mol）可能指：
- 蚕豆嘧啶（2,6-二氨基-4,5-二羟基嘧啶），CAS号：32267-39-3
- 甘脲，CAS号：496-46-8

|  | 这个同类索引页列出了具有相同分子式的化学物（即同分異構體）条目。 除非您是有意链接至本页，否则应将相应条目的内部链接指向正确的条目。 |